# تجا هاب إيمو
```
تجا هاب إيمو
 أو 
تجا حاب إيمو أو تجا هيب إيمو
 (
fl.
 c.360) كان أميرا 
مصريا قديما
، وقائداً عسكرياً، ووصياً على العرش خلال فترة 
الأسرة الثلاثين
. 
```

## سيرة شخصية
من المحتمل أن تجا-هاب-إيمو كان ابن نكتانيبو الأول، وبالتالي شقيق تيوس، بالرغم من أنه يُذكر أحيانًا كأخو نختنبو الأول وعم تيوس. عندما ذهب تيوس إلى الشرق الأدنى قائداً على حملة عسكرية ضد الإمبراطورية الأخمينية، ترك تجا-هاب-إيمو في مصر وصياً على العرش. ومع ذلك، استفاد تجا-هاب-إيمو من إنعدام شعبية تيوس في مصر، بسبب النظام الضريبي القاسي المفروض لأجل تمويل حملته العسكرية، وأقنع تجا-هاب-إيمو ابنه نخت حورب، والذي كان قائداً للجند (بالإنجليزية: machimoi)‏، بالتمرد علي تيوس وتنصيب نفسه بدلا منه. ونجحت الخطة وتولى نخت حورب الحكم وفر تيوس من مكانه في شوشان إلى بلاط الملك العظيم.

## شهادات على وجود الاسم
بالنسبة لـ تجا-هاب-إيمو لدينا تمثال رائع مصنوع من الجرواق المتحول تم اكتشافه في منف ويعرض الآن في متحف المتروبوليتان للفنون، نيويورك. على التمثال يطلق على تجا-هاب-إيمو «شقيق الملك» و «أبو الملك».